# Lavernose-Lacasse
 Lavernose-Lacasse  es una población y comuna francesa, en la región de Mediodía-Pirineos, departamento de Alto Garona, en el distrito de Muret y cantón de Muret.

## Demografía
| 881 | 1041 | 1126 | 1289 | 1517 | 1943 |
| Para los censos de 1962 a 1999 la población legal corresponde a la población sin duplicidades (Fuente: INSEE [Consultar]) |      |      |      |      |      |